# 동광버스
동광버스자동차는 대구광역시의 시내버스 운송 업체이다. 1959년 11월 20일 대구시 동구 용계동에서 법인이 설립되고, 1960년 1월 17일에 시내버스 운송면허를 취득하였다. 2001년, 대현교통이 해체되어 일부 차량들이 넘어왔으며 2002년 경산시 대평동으로 이전했다. 세진교통과 우일교통과 함께 같은 계열이었으며, 2002년에 우일교통과 세진교통이 합병됐을 때 같이 대평동으로 이전했다. 2004년 동광버스와 세진교통이 합병되었고, 동광버스 법인은 정비 업체인 대평정비 주식회사로 변경되었다. 이로 인해 차량 댓수 최다 보유업체의 자리가 경북교통에서 세진교통으로 바뀌게 되었다. 운행하던 차량들은 세진교통에 댓수가 충원되거나, 우창여객으로 넘어갔다.

## 차고지
- 경상북도 경산시 대평동
- 면허지 : 대구광역시 동구 용계동